# 布萊恩冰川
布萊恩冰川是南極洲的冰川，位於帕爾默地，美國地質調查局根據測量和美國海軍空中照片把該冰川繪入地圖，以冰川學家命名。
73°30′S 61°33′W / 73.500°S 61.550°W